# 中牟県
中牟県（ちゅうぼう-けん）は、中華人民共和国河南省鄭州市に位置する県である。経済は農業を主として、鄭州の“果樹園”と“野菜畑”である。主要な特産物はニンニク、スイカである。ニンニクの出来高は全国の総出来高の4分の1を占め、中牟スイカは中国中で有名。
近年は工業が発展し3つの自動車会社によるこの県の生産高は、河南省の約半分を占めている。
小説『三国志演義』では、董卓暗殺に失敗し逃亡中の曹操が中牟を通り抜けようとしたときに捕らわれる。また、有名な官渡の戦いはここで起きている。古代の四大美男子の一人、潘岳は中牟県大潘荘村で生まれたと伝えられている。

## 観光
- 雁鳴湖

## 行政区画
- 街道:青年路街道、東風路街道、広恵街街道
- 鎮:韓寺鎮、官渡鎮、狼城崗鎮、万灘鎮、白沙鎮、鄭庵鎮、黄店鎮、大孟鎮、劉集鎮、雁鳴湖鎮、姚家鎮
- 郷:刁家郷